# Gephyrota
Gephyrota là một chi nhện trong họ Philodromidae.